# Conto de Dois Irmãos

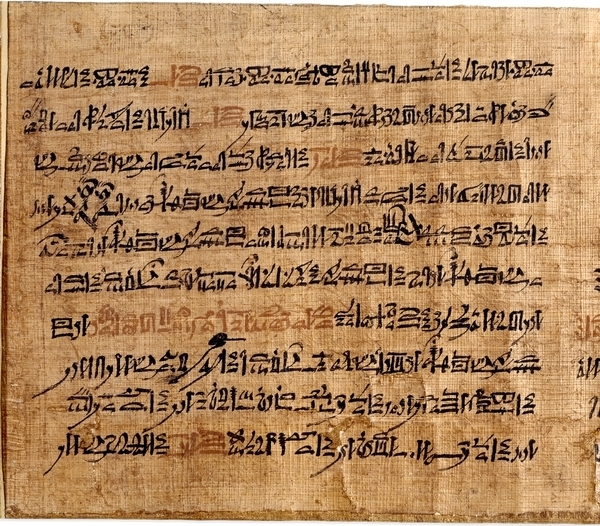
Folha do Conto de Dois Irmãos, Papiro D'Orbiney, Museu Britânico

O Conto de Dois Irmãos (ou Anupo e Bata) é uma história egípcia antiga que data do reino de Seti II, que governou de 1200 a 1194 a.C. durante a XIX dinastia do Império Novo. A história é preservada no Papiro D'Orbiney, que atualmente encontra-se no Museu Britânico.

## Sinopse
A história gira em torno de dois irmãos: Anupo (Anúbis), que é casado, e o caçula Bata. Os irmãos trabalham juntos, cultivando terras e criando gado. Um dia, a esposa de Anupo tenta seduzir o jovem. Quando ele rejeita fortemente seus avanços, a esposa diz ao marido que seu irmão tentou seduzi-la e a bateu quando o recusou. Em resposta a isso, Anupo tenta matar Bata, que foge e reza para Re-Harakhti salvá-lo. O deus cria um lago infestado de crocodilo entre os dois irmãos, pelo qual ele finalmente pode falar com ele e compartilhar seu lado da história. Para enfatizar sua sinceridade, ele corta sua genitália e a joga na água, onde um peixe-gato a come.
Bata afirma que está indo ao Vale do Cedro, onde colocará seu coração no topo da flor de uma árvore de cedro, de modo que se for cortado Anupo será capaz de encontrá-lo e permitir que seu irmão viva novamente. Bata diz a Anupo que se ele alguma vez receber um jarro de cerveja espumante, saberá que deve procurar seu irmão. Depois de ouvir o plano, Anupo retorna para casa e mata sua esposa. Enquanto isso, o irmão mais novo está estabelecendo uma vida no Vale do Cedro, construindo uma nova casa para si mesmo. Bata vai ao encontro da enéade, as principais deidades egípcias, que se compadecem dele. Quenúbis, o deus frequentemente descrito na mitologia egípcia como aquele que formou os seres humanos em uma roda de oleiro, cria uma esposa para ele. Por causa de sua criação divina, sua esposa é procurada pelo faraó. Quando o governante do Egito consegue trazê-la para viver consigo, ela lhe diz para cortar a árvore em que seu esposo colocou seu coração. Eles o fazem, e Bata morre.
Então Anupo recebe um jarro espumoso de cerveja e vai ao Vale do Cedro. Ele procura o coração de seu irmão por mais de três anos, encontrando-o no início do quarto ano. Ele segue as instruções de Bata e coloca o coração em uma tigela de água fria. Como previsto, seu irmão é ressuscitado.
Bata, em seguida, toma a forma de um touro e vai ver sua esposa e o faraó. A mulher, consciente de sua presença na forma do animal, pergunta ao faraó se pode comer seu fígado. O touro é então sacrificado, e duas gotas do sangue de Bata caem, da qual crescem duas árvores Persea. Bata, agora na forma de uma árvore, novamente se dirige a sua esposa, e ela apela ao faraó para cortar as árvores Persea e usá-las para fazer mobília. Quando isso acontece, uma lasca entra na boca da esposa a deixando grávida. Ela finalmente dá à luz um filho, a quem o faraó torna príncipe herdeiro. Quando ele morre, o príncipe herdeiro (um Bata ressuscitado) torna-se rei, e ele nomeia seu irmão mais velho Anupo como príncipe herdeiro. A história termina feliz, com os irmãos em paz um com o outro e no controle do país.

## Contexto e temas
Existem vários temas presentes no Conto de Dois Irmãos que são significativos para a cultura egípcia antiga. Um deles é a realeza. A segunda metade do conto trata em grande parte dos conceitos egípcios de realeza e da conexão entre a divindade e o faraó. A esposa de Bata terminando grávida é uma referência a dualidade do papel das mulheres na sucessão faraônica; os papéis de esposa e mãe eram frequentemente simultâneos. Além disso, o aspecto divino da criação de sua esposa poderia ser visto como uma legitimação ao reinado de Bata, especialmente porque ele não era realmente o filho do faraó. Além disso, sua proximidade com a enéade no meio da história também serve para legitimar seu governo; os deuses deram um favor divino a ele em sua época de necessidade.
Há também várias referências à separação do Egito em duas terras. Ao longo da história egípcia antiga, mesmo quando o país torna-se politicamente unificado e estável, é reconhecido que há duas regiões: o Baixo Egito, a área no norte, incluindo o Delta do Nilo, e o Alto Egito, a área a sul. No início da história, Bata é referido como único, porque não havia "ninguém como ele em toda a terra, pois a virilidade de um deus estava nele". Além disso, sempre que um dos irmãos se irrita, é dito que se comportava como uma "pantera do Alto Egito", ou, em outra tradução, como "uma chita do sul".

## Interpretação e análise
Há várias questões a considerar quando se analisa a literatura egípcia antiga em geral, e o Conto de Dois Irmãos não é diferente. Deve-se notar que uma dificuldade de analisar essa literatura é que "certa escassez de fontes dá à observação de qualquer tipo de desenvolvimento histórico dentro da literatura egípcia antiga um status altamente hipotético e torna simplesmente impossível a reconstrução de qualquer rede intertextual." Antonio Loprieno observa que a teoria evemerista é muitas vezes empregada com êxito na análise da literatura egípcia antiga; este é o método historiocêntrico de análise da literatura no que se refere aos acontecimentos políticos.
Em relação ao Conto de Dois Irmãos, Susan Tower Hollis também defende esta abordagem, dizendo que a história poderia "conter reflexos de uma situação histórica real". Especificamente, Hollis especula que a história poderia ter suas origens na disputa de sucessão seguindo o reinado de Merneptá no começo do século XIII a.C.. Quando o faraó morreu, Seti II era sem dúvida o legítimo herdeiro do trono, mas foi desafiado por Amenmessés, que governou por pelo menos alguns anos no Alto Egito, embora Seti II, em última análise, governou por seis anos completos.

## Paralelos bíblicos
Devido à localização egípcia onde a cena é encenada, não é impossível encontrar no relato bíblico de José na casa de Potifar um eco mais recente da antiga fábula egípcia dos dois irmãos Bata e Anupo.

## Origem do texto
- Papiro D'Orbiney (P. Brit. Mus. 10183); alega-se que o documento foi escrito no final da XIX dinastia pelo escriba Ennana.[11] Foi adquirido pelo Museu Britânico em 1857.[12]